# Centrum (Poznań)

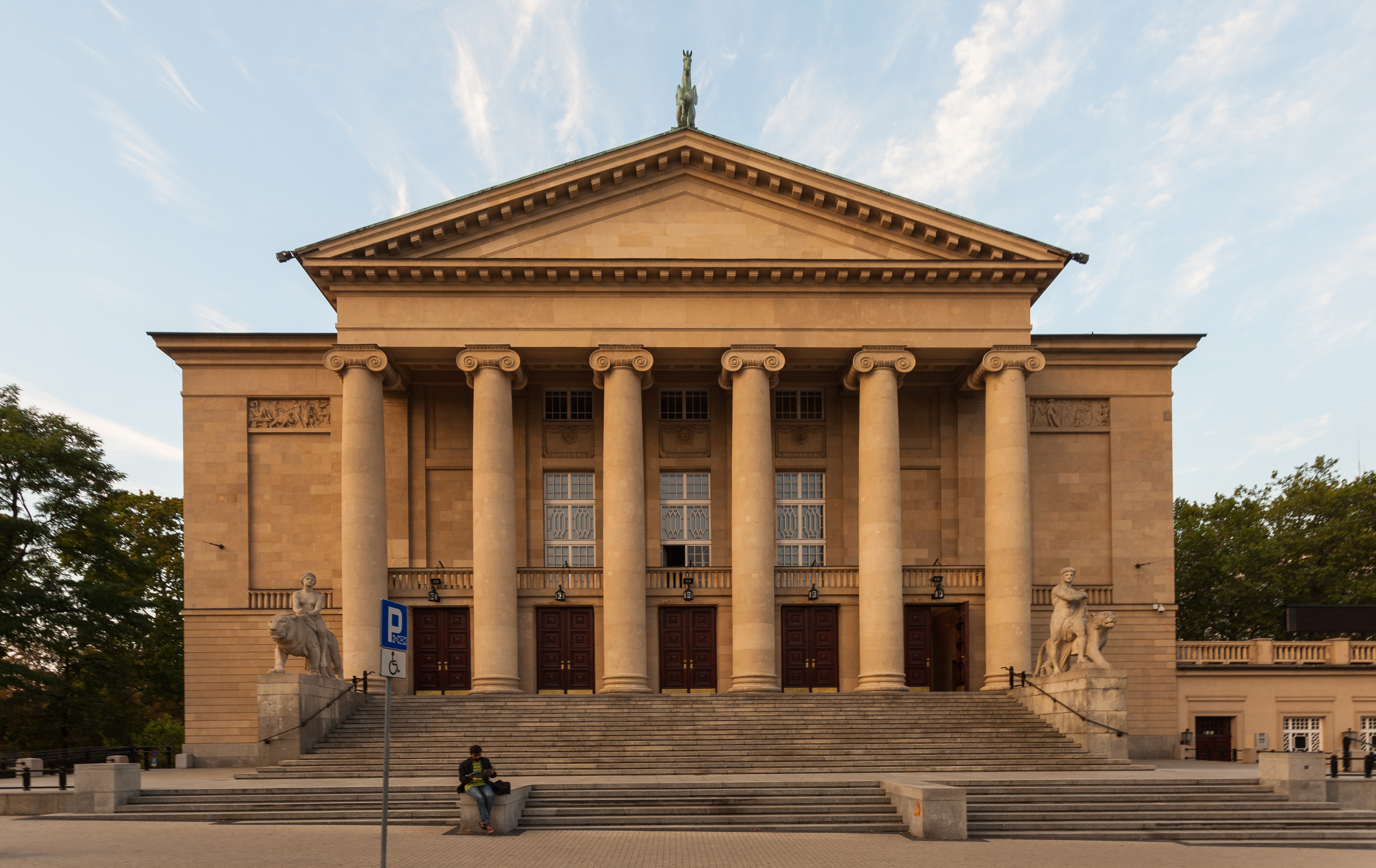
Teatr Wielki

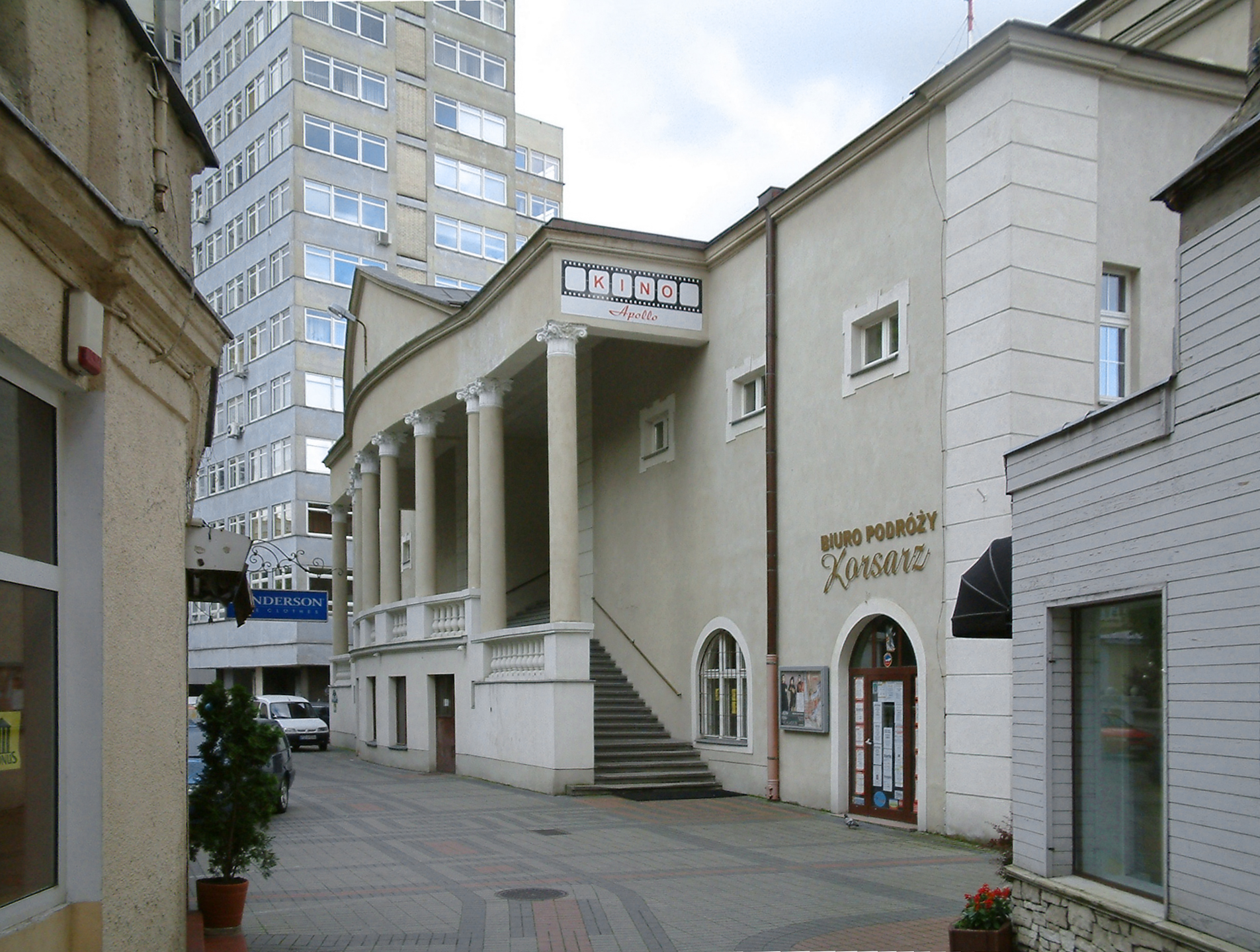
Kino Apollo

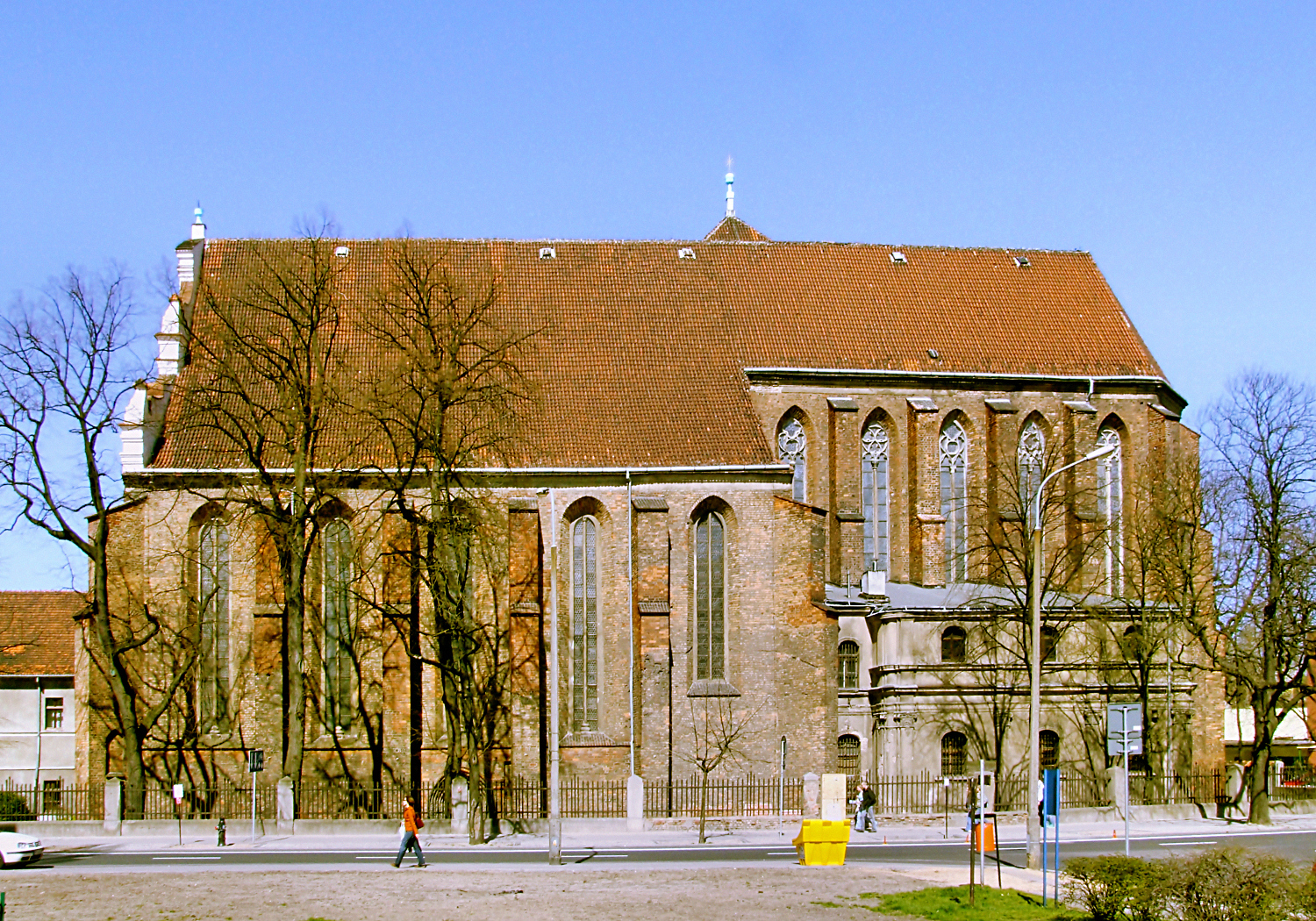
Kościół Bożego Ciała

Centrum – jednostka obszarowa utworzona w 2008 roku na potrzeby Systemu Informacji Miejskiej (SIM) w Poznaniu. Jednostka obszarowa formalnie nie jest osiedlem. Mieści się na terenie osiedla samorządowego Stare Miasto.

## Obszar
Wedle Systemu Informacji Miejskiej granice Centrum przebiegają od wschodu: rzeką Wartą i dalej starym korytem Warty (przecinając ulicę Estkowskiego i plac Międzymoście) wraca do Warty prowadząc do mostu Królowej Jadwigi, od południa ulicą Królowej Jadwigi, Towarową do ulicy Roosevelta, od zachodu ulicą Roosevelta i Pułaskiego do alei Armii Poznań, od północy: aleją Armii Poznań do Szelągowskiej i dalej do Warty. Wewnątrz jednostki obszarowej SIM Centrum znajduje się teren jednostki obszarowej SIM Stare Miasto.

## Kultura

### Muzea
- Galeria Malarstwa i Rzeźby Muzeum Narodowego, Aleje Marcinkowskiego 9
- Muzeum Etnograficzne, ul. Grobla 25
- Muzeum Powstania Poznańskiego – Czerwiec 1956, ul. św. Marcin 80/82
- Muzeum Bambrów Poznańskich, ul. Mostowa 7
- Gabinet Krzysztofa Skubiszewskiego, ul Mostowa 27
- Izba Pamięci Oddziału Regionalnego, aleja Niepodległości 8
- Muzeum Farmacji Wielkopolskiej Okręgowej Izby Aptekarskiej, al. Marcinkowskiego 11
- Muzeum Prowincji św. Franciszka z Asyżu, ul. Garbary 22
- Muzeum Uniwersytetu im. Adama Mickiewicza, ul. św. Marcin 90

### Teatry
- Teatr Wielki im. Stanisława Moniuszki, ul. Fredry 9
- Teatr Polski, ul. 27 Grudnia 1918 8/10
- Teatr Ósmego Dnia, ul. Ratajczaka 44
- Teatr Animacji, ul. św. Marcin 80/82

### Kina
- Muza, ul. św. Marcin 30
- Apollo[2], ul. Ratajczaka 18
- Pałacowe[3], ul. św. Marcin 80/82
- Charlie&Monroe Kino Malta, ul. Rybaki 6a

## Obiekty sakralne

### Kościoły rzymskokatolickie
- Kościół Bożego Ciała
- Kościół Najświętszego Zbawiciela
- Kościół Najświętszej Maryi Panny Królowej Różańca Świętego
- Kościół św. Marcina

### Kościoły protestanckie
- Kościół Świętego Krzyża